# توشودای-جی
توشودای-جی (به ژاپنی: 唐招提寺 Tōshōdai-ji) یک پرستشگاه ریشو، آیین بودایی در نارا (ژاپن) در ژاپن است.